# Montpeller
Montpeller (en occità Montpelhièr [mumpeˈʎɛ] o Montpel(l)ièr, en francès Montpellier, nom oficial) és una ciutat occitana del Llenguadoc, a la regió d'Occitània, capital del departament de l'Erau. La ciutat té un altre nom popular: lo Clapàs. Va ser la capital de la Senyoria de Montpeller, que formà part de la Corona d'Aragó. Segons el cens de 2014, té una població de 279 845 habitants (anomenats montpellerencs en occità, i montpelliérains en francès), que a l'àrea urbana és de 514 473 habitants. És, així, la vuitena ciutat més poblada de França, mentre que la seua àrea urbana és la quinzena.

## Geografia i economia
La ciutat se situa en un terreny aturonat a 10 km de la costa mediterrània, vora el riu Les. Al nom de la ciutat, originàriament Monspessulanus segons el llatí del segle xii, se li han volgut donar diverses etimologies: “mont pelat” (és a dir, de vegetació pobra), “el mont del turó”, “mont pedrós”, “el mont de les espècies”, etc. És un important centre industrial, on destaquen els productes tèxtils, metal·lúrgics, alimentaris (vi), editorials i químics i, recentment, les biotecnologies i la informàtica.

## Història
Montpeller és una de les poques ciutats de la part occitana de l'estat francès que no té un origen romà. A l'alta edat mitjana la veïna ciutat episcopal de Magalona era la població principal de la zona, però els atacs dels pirates probablement van afavorir un assentament més cap a l'interior. La ciutat es va fundar al segle viii (a partir d'una hisenda agrícola anomenada monspeslelarius, citada en un text de l'any 985), però no fou fins al segle x que va adquirir una certa importància com a centre comercial en poder dels comtes de Tolosa). Va esdevenir una possessió dels reis de la Corona d'Aragó mitjançant el casament de Pere el Catòlic amb Maria de Montpeller el 1204. El 1349 Jaume III de Mallorca va vendre la senyoria de Montpeller al rei francès Felip el Bell per recaptar fons per a la seva lluita amb Pere el Cerimoniós.
El 1283 Ramon Llull hi va escriure el Llibre d'Evast e Aloma e de Blanquerna son fill, més conegut com a Blanquerna.
Durant l'època de la Reforma, molts dels seus habitants es van fer protestants (o hugonots, tal com foren coneguts a França) i va esdevenir un feu de la resistència protestant a la Corona francesa, amb domini majoritàriament catòlic. El 1622, el rei Lluís XIII va prendre la ciutat després d'un setge de vuit mesos. Durant el segle xix, el desenvolupament de la ciutat la va convertir en un centre industrial. A la dècada de 1960, la seva població va experimentar un fort creixement a causa de l'arribada dels antics colons francesos que van haver de marxar d'Algèria arran de la independència del país magrebí.

## Administració
Montpeller és la ciutat centre de la Comunitat d'aglomeració de Montpeller, que té 31 municipis.

### L'alcaldia de Montpeller
| Període   | Identitat         | Partit                 |
| --------- | ----------------- | ---------------------- |
| 1944-1945 | Émile Martin      |                        |
| 1945-1953 | Paul Boulet       | MRP                    |
| 1953-1959 | Jean Zuccarelli   | PRV                    |
| 1959-1977 | François Delmas   | UDF                    |
| 1977-2004 | Georges Frêche    | PS                     |
| 2004-2014 | Hélène Mandroux   | PS                     |
| 2014-2020 | Philippe Saurel   | DVG (dissident del PS) |
| 2020-2026 | Michaël Delafosse | PS                     |

## Llocs d'interès

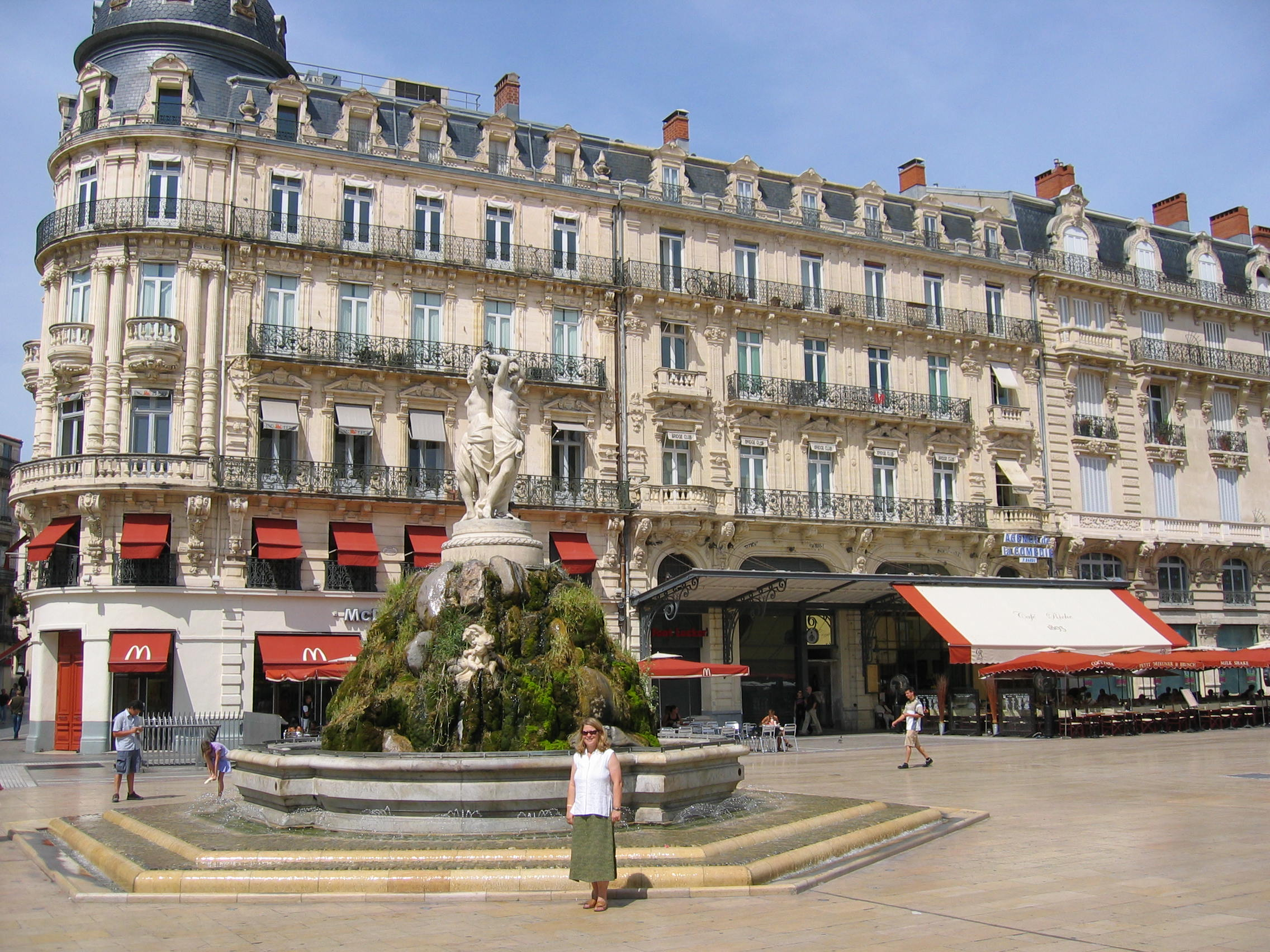
Plaça de la Comèdia, Montpeller

El centre històric de Montpeller s'anomena l'Écusson, a causa de la seua forma d'escut medieval. Era envoltat per puixants muralles que van ser desmantellades per ordre de Richelieu. D'aquestes fortificacions sols resten tres elements notables:
- La Torre de la Babòta, que constitueix un dels darrers vestigis de la muralla de la ciutat alçada durant l'edat mitjana (segle XIV). Sobre l'estructura medieval, la Societat Reial de Ciències de Montpeller construí un observatori astronòmic entre 1738 i 1745, el qual esdevingué un centre astronòmic reputat fins a la dissolució de la Societat Reial de Ciències durant la Revolució francesa. Des de principis dels anys 1980, la torre és la seu de la Societat Astronòmica de Montpeller.
- La Torre dels Pins, que també és, juntament amb la Torre de la Babòta, un vestigi del recinte fortificat a l'edat mitjana. La base de la torre data del segle xii, mentre que la seua corona fou construïda al segle xiv. També fou utilitzada com a presó per a dones. Té 25 m d'alçada i el seu nom prové de dos pins que creixeren al cim de la torre.
- El portal de la Saunariá (o el portal dels Saliners), a l'eixida del carrer de la Universitat, com a porta a un barri de nombroses congregacions religioses. Així mateix, era l'accés privilegiat per als negociants de sal, d'aquí el seu nom.

La Universitat de Montpeller és una de les més antigues de l'estat francès, ja que fou fundada el 1220 pel cardenal Conrad i confirmada pel papa Nicolau IV en una butlla de 1289. Fou suprimida durant la Revolució Francesa però es va restablir el 1896.

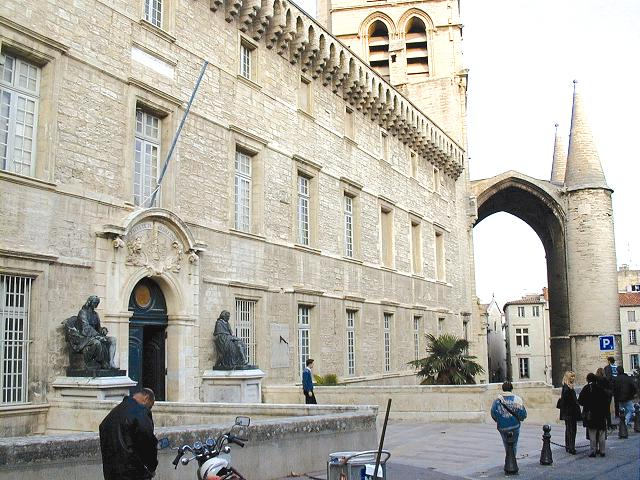
Facultat de Medicina de Montpeller

La Facultat de Medecina de Montpeller és la més antiga en activitat del món (la de Salerno va desaparèixer a començaments del segle XIX). Existeix a la pràctica des del segle xii, encara que el seu primer marc institucional el va obtenir l'any 1220. Avui dia pertany a la Universitat de Montpeller, anomenada l'Université Montpellier I. En el seu si van estudiar personatges il·lustres tals com Nostradamus, François Rabelais, Arnau de Vilanova, Ramon Llull, Guy de Chauliac o Guillaume Rondelet, entre d'altres.
Prop de la universitat hi ha la Catedral de Sant Pere de Montpeller (segle xiv), caracteritzada sobretot pel seu pòrtic poc usual, aguantat per dues altes torres que fan pensar en dos coets. A prop hi trobem l'arc de triomf, el Portal del Peiron (Peyrou, en francès) (1691), dissenyada en estil dòric amb relleus posteriors que glorifiquen el rei Lluís XIV de França.
La ciutat té un remarcable jardí botànic: el jardí botànic de Montpeller, el primer de França, fundat el 1593.
L'aqüeducte de Sant Climent (segle xvii) té una llargada de 880 m i dos ordres d'arcades, corre pel barri de Los Arcèus (Les Arceaux) i es feia servir per dur l'aigua des de la font de Sant Climent, a 14 km de la ciutat. L'aqüeducte anava a parar a un gran dipòsit situat prop de l'arc triomfal, des d'on l'aigua era distribuïda turó avall cap a les fonts i safareigs públics.
A Montpeller hi ha diversos projectes arquitectònics dissenyats per l'arquitecte català Ricard Bofill, com l'anomenat Barri Antígona (Quartier Antigone).
El museu d'art més important de la ciutat és el Museu Fabre.

## Montpellerins il·lustres

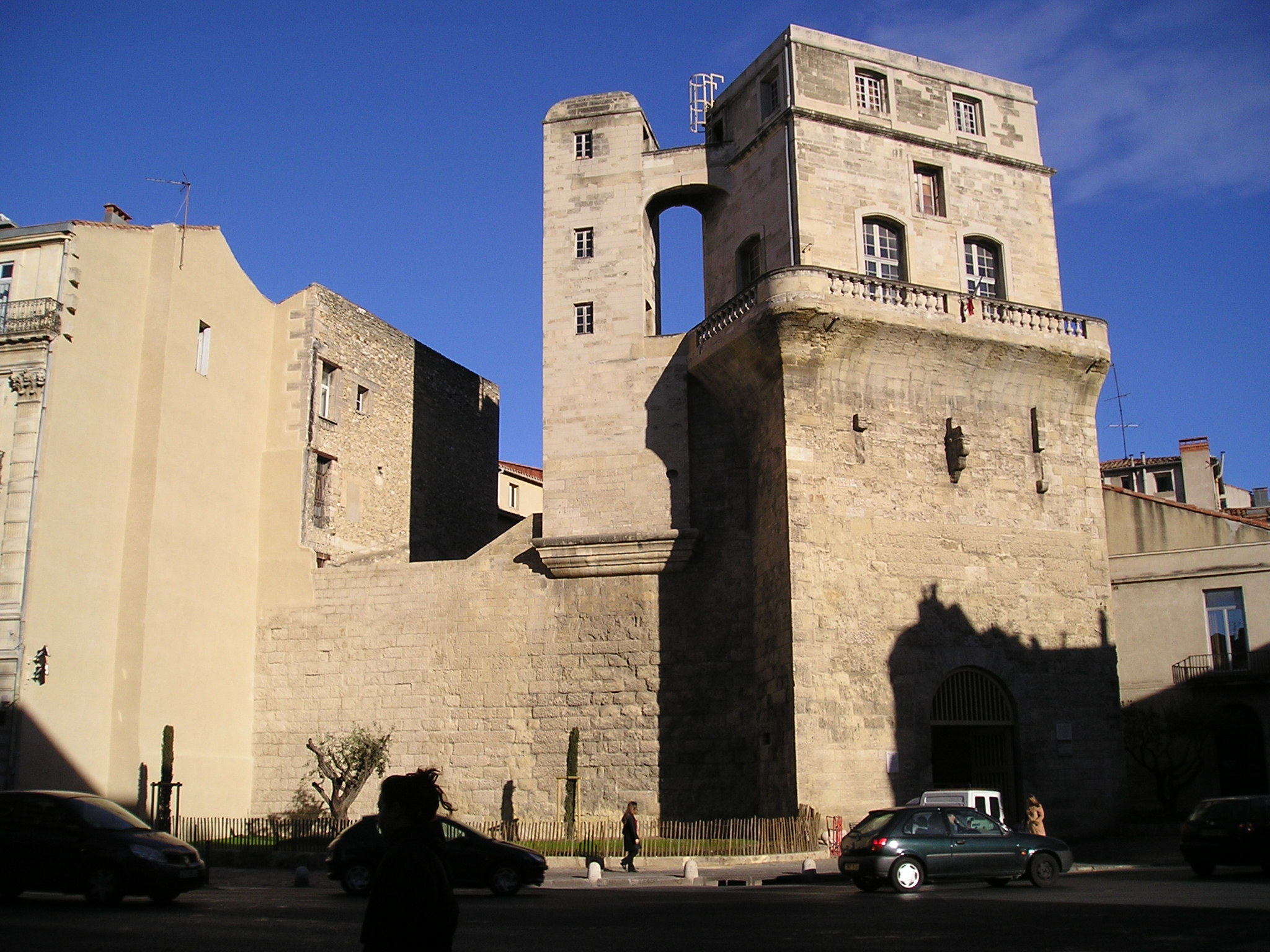
Torre de la Babòta

Montpeller va ser el lloc de naixement de:
- Jaume I (1208-1276), rei de la Corona d'Aragó.
- Jaume II (1243-1311), rei de la Corona de Mallorca.
- Sant Roc.
- Antoine Jérôme Balard (1802-1876), químic.
- Alexandre Cabanel (1823-1889), pintor.
- Frédéric Bazille (1841-1870), pintor impressionista.
- Auguste Comte (1798-1857), un dels fundadors de la sociologia.
- Léo Malet (1909-1996), autor de novel·la negra.
- Guillaume Mathieu, comte Dumas (1753-1837), militar.
- Charles Bernard Renouvier (1815-1903), filòsof.
- Émile Saisset (1814-1863), filòsof.
- Víctor Roger (1853-1903), compositor musical.
- Charles Renaud de Vilbac (1829-1884), compositor musical.
- Edmond Vergnet (1850-1904), cantant d'òpera.
- Jean Dauberval (1742-1806), ballarí i mestre de ball.
- Aimé Maillart (1817-1871), compositor musical.
- Paul Jeanjean (1874-1928), clarinetista i compositor musical.
- Tonino Baliardo (nascut a la dècada del 1960) i els seus germans, membres dels Gipsy Kings.

François Rabelais (1493-1553) i Nostradamus (1503-1566) van estudiar a la Universitat de Montpeller (Facultat de Medecina).

## Educació
- École nationale de l'aviation civile
- EPITECH
- Montpellier Business School

## Ciutats agermanades
- Louisville, Kentucky, EUA, 1955.
- Heidelberg, Baden-Württemberg, Alemanya, 1961.
- Barcelona, Catalunya, 1963.
- Chengdu, Sichuan, Xina, 1981.
- Tiberíades, Israel, 1983.
- Fes, Marroc, 2003.